# Maurice Duhamel
Pour les articles homonymes, voir Duhamel.
 (juillet 2025).
Maurice Duhamel, de son vrai nom Maurice Bourgeaux (1884 à Rennes - 1940 à Rennes), est un musicien et un homme politique breton. Rennais, militant breton, il apprend la langue bretonne et adhère, en 1912, à l'Union régionaliste bretonne (URB) avec Emile Masson et François Vallée, entre autres. Il crée le Parti autonomiste breton où ses opinions le classent rapidement dans la tendance de gauche fédéraliste. II en démissionne lorsque ce mouvement se radicalise à l'approche de la Seconde Guerre mondiale. S'intéressant à l'histoire de la Bretagne, il édite en 1939 un premier volume de l'Histoire du peuple breton mais décède avant d'en achever le second volume. 
C'est grâce à la rencontre de Louis Tiercelin qu'il se lance dans une carrière de compositeur. Il s'intéresse aussi au collectage musical (en Bretagne ou ailleurs) et il exploite les nouvelles possibilités qu'offre la radio. Mélodiste aguerri, il s'inspire de la musique traditionnelle bretonne et harmonise plusieurs chants.
Il eut plusieurs enfants, dont Morvan Duhamel.

## Biographie

### Origine
Maurice Duhamel est né le 23 février 1884, fils d’un marchand de charbon de Rennes. Personnage d’exception, excellent musicien, qui a composé diverses œuvres, recherché et harmonisé des chansons bretonnes et participé comme journaliste à des revues musicales. Parallèlement, il a appris le breton, et rédigé des études sur la littérature bretonne. À 19 ans, il fait la chronique pour un journal local du procès Dreyfus, qui a lieu dans les locaux de son lycée à Rennes. Il est Dreyfusard comme son père franc-maçon et entre aussi en maçonnerie. Il en sort, car il est choqué par l’affaire des fiches.

### Activité politique
En 1912, il quitte l’Union régionaliste bretonne (URB) avec Emile Masson, Camille Le Mercier d'Erm, François Vallée et Loeiz Herrieu, pour créer la Fédération régionaliste de Bretagne qui ne survit pas à la Première Guerre Mondiale. Il se fait alors, par antimilitarisme, réformer pour sa petite taille.
En 1926, il rencontre Olier Mordrel et Morvan Marchal qui l’amènent rapidement dans le comité directeur du Parti autonomiste breton créé en 1927. Il est chargé de suivre la politique française, en particulier les relations avec la gauche française et devient rédacteur en chef de Breiz Atao. Il donne à ce parti une orientation de gauche et fédéraliste, mais doit régulièrement s'opposer à l'aile nationaliste du parti. 
C’est pourquoi au début 1931, il en démissionne en expliquant que « le statut actuel de l’Europe est périmé et que l’internationalisation de la vie économique appelle une fédération politique où les États actuels céderont la place aux véritables communautés nationales. Mais, ici, l’autonomie des composantes fédérales n’est plus requise au nom de l’histoire, de la race ou de traités caducs; c’est l’aboutissement naturel d’une organisation nouvelle qui s’impose à l’Europe si elle veut échapper aux guerres que ses frontières économiques attirent comme le fer attire la foudre… » Face au Parti national breton, il constitue avec d’autres la Ligue fédéraliste de Bretagne, mais celle-ci ne survit pas après 1933.

### Activité culturelle
Son ouvrage le plus important est certainement Musique Bretonne paru en 1913. Dans ce volume, Duhamel s'est donné pour but de communiquer les « airs et variantes mélodiques des chants et chansons populaires de la Basse-Bretagne publiées par F. M. Luzel et A. Le Braz ». Il précise dans l'introduction que ces mélodies viennent en partie de notations personnelles de 1909 à 1912 en Trégor, Cornouaille, Pays de Vannes, de phonogrammes (plus particulièrement ceux de François Vallée), de notations d'amateurs de musique populaire, communiquées par Vallée. Dans cet ouvrage de plus de quatre cents thèmes, il a su être précis, donner les références de ses sources, faire les renvois utiles à la collection Luzel, donner des variantes… Rédacteur en chef de la revue Les chansons de France, il avait commencé dès 1910 à faire paraître les chants collectés par Loeiz Herrieu dans le Vannetais, et pour lesquels il avait noté la musique. Ces éditions durent jusqu'en 1913. Dans le no 18 en 1911, il fait une présentation des caractères musicologiques propres aux chants bretons sur le plan modal et rythmique, analyse qu'il fait paraître dans les 56 pages de son livre Les 15 modes de la musique bretonne. Puis il développe ces réflexions dans la préface du tome III des Gwerzenneu ha sonnenneu Bro Gwened (Chansons populaires du pays de Vannes), écrit avec Loeiz Herrieu.
Il meurt d’un cancer le 19 février 1940, sans avoir pu composer le 2e volume de son Histoire du peuple breton, pour la période située après 1532.

## Œuvres principales
Maurice Duhamel écrit essentiellement pour le piano et la voix. Ses œuvres pour orchestre sont plus rares. La Bretagne est au centre de ses productions : Impressions de Bretagne, Esquisses bretonnes... Il collecte les chants traditionnels et devient l'un des ethnomusicologues les plus réputés du XXe siècle. Ses ouvrages sont des références dans le domaine musical. Il s'intéresse également aux nations sœurs, comme le Pays de Galles, l'Écosse ou des pays plus lointains et tente d'en comprendre les particularismes et les ponts qui les unissent. Il s'essaie également à des pièces plus exotiques et publie, en 1929, son Habanera, dix ans après son compatriote Louis Aubert. 

### Œuvres symphoniques et opéras
- 1924 : Trois petites pièces orientales
- 1926 : Harald, ouverture
- 1927 : La Trahison, Galopade, Bataille, Epilogue, quatre incidentaux
- 1927 : Grazioso, Amoroso, Doloroso, Agitato, quatre incidentaux
- 1928 : En terre celtique
- 1929 : Sous un balcon de Murcie
- 1929 : Habanera
- 1930 : Deux Marches celtiques

### Œuvres de musique de chambre
- 1911 : Soniou an Dous, Canevon y briodferch, Les Chants de la fiancée pour violoncelle ou alto et piano

### Œuvres pour piano et mélodies
- 1905 : Le Chevalier du guet
- 1906 : Valse
- 1907 : Impressions de Bretagne
- 1915 : Esquisses bretonnes
- 1925 : En terre celtique

### Œuvres vocales et religieuses
- Viviane, drame lyrique
- Harmonisations de pièces de compositeurs romantiques
- Harmonisations de chants populaires
- 1908 : Le Cœur peut changer, opéra-comique
- 1913 : Gwerziou ha Soniou Breiz Izel
- 1930 : Chansons populaires du Pays de Vannes